# E486 (Ecuador)
De E486 of Vía Colectora Aurora-T de Salitre  (Verzamelweg Aurora-T de Salitre) is een secundaire nationale weg in Ecuador. De weg loopt van T de Salitre naar de wijk Aurora in Guayaquil en is 51 kilometer lang.